# Telefonväxel

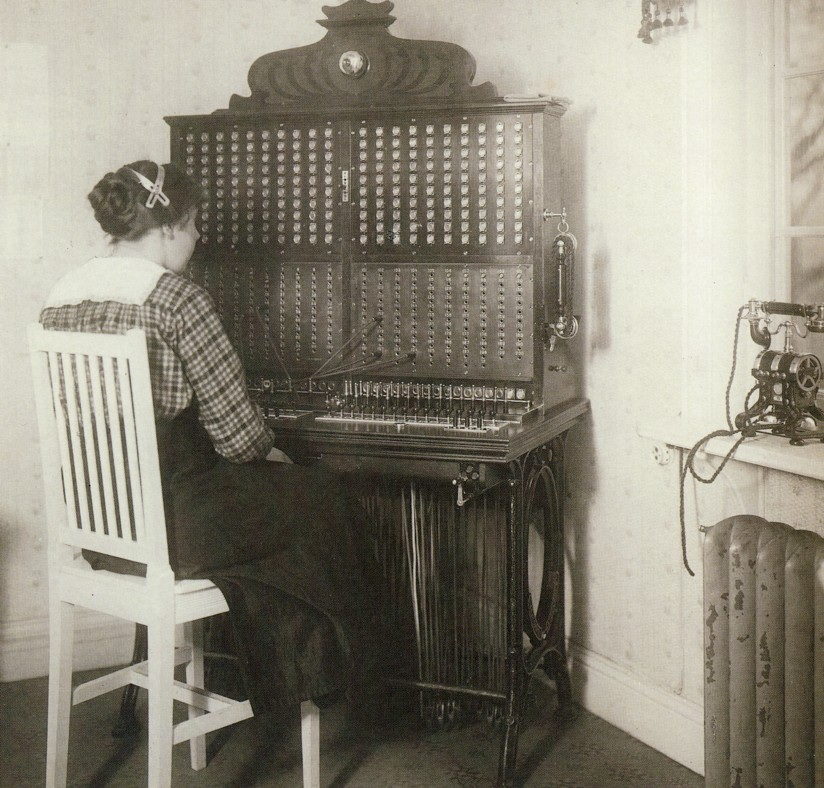
Ett exemplar av L M Ericssons 50-linjers telefonväxel från 1897, fotograferad ca 1915-20, på fönsterbänken står telefonapparaten "Taxen".

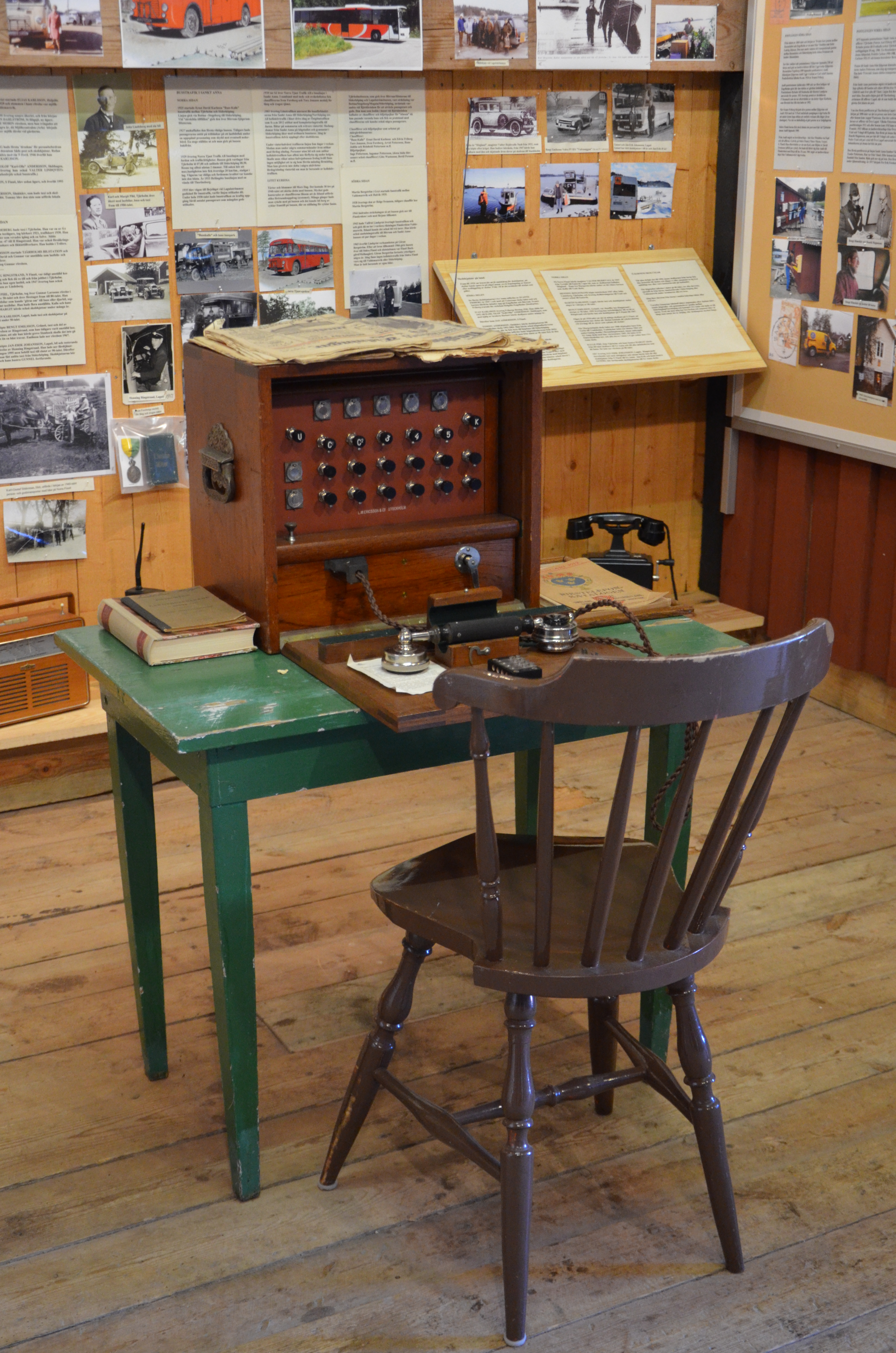
Sandens telefonväxel i Nedre Lagnö i Sankt Anna skärgård

En telefonväxel är en anordning för att sammankoppla och upprätta samtal mellan två eller flera telefonapparater. Man skiljer på manuella och automatiska telefonväxlar, samt mellan växlar för publika telefonstationer och abonnentväxlar/företagsväxlar (PBX).  Telefonväxel kan också syfta på själva verksamheten med förmedling av telefonsamtal.

## Manuella växlar
I manuella telefonväxlar sker all koppling av en telefonist.  Kopplingen kan göras med proppar som i ett koordinatsystem sätts i samma kopplingslist (proppväxel), med snören som sätts i jackar (snörväxel), eller, vid mindre anläggningar, med olika typer av tryckknappar eller omkastare. Endast systemet med snören kunde utbyggas till större stationer. För att öka kapaciteten för manuella växlar patenterades i USA den så kallade multipelväxeln, där varje expeditionsplats kunde nå samtliga linjer i växeln, inte bara de som ingick i den egna nummerserien. I en multipelväxel kan en telefonist hantera 250 samtal i timmen. Antalet telefonister styrdes alltså av denna siffra utifrån intensiteten i trafiken.

### Sverige
Helt manuella växlar vid publika telefonstationer försvann i Sverige huvudsakligen under 1950- och 1960-talen. Den sista manuella svenska telefonstationen automatiserades i juni 1972 i Arjeplogsområdet. Helt manuella abonnentväxlar (företagsväxlar) fanns kvar så långt som in på 2000-talet.

## Automatiska växlar
Tanken på att automatiskt koppla samman telefonabonnenter utan hjälp av telefonist är nästan lika gammal som telefonen. Den första automatstationen patenterades i USA av Connolly Brothers redan 1879, bara tre år efter att Bell hade uppfunnit telefonen. Först när telefonnäten växte och den manuella kopplingen av samtal blev ohanterlig framtvingades större fungerande automatsystem med fingerskiva. 1889 inlämnade amerikanen Almon Brown Strowger en patentansökan på ett automatiskt väljarsystem, och 1895 patenterades en ny, ännu mer fullkomnad strowgerväljare som styrdes av abonnentens fingerskiva. 
I USA, där automatsystemen först vann mark, företräddes Strowgersystemet av AT&T och de första automatstationerna i Europa byggdes enligt samma princip av europeiska tillverkare. Efter cirka 1910 började maskindrivna automatsystem konstrueras jämsides med de tidigare steg-för-steg-drivna väljarreläsystemen och automatstationer började byggas överallt i världen i allt större utsträckning och enligt flera olika system.
Ett helt nytt uppslag inom automattelefontekniken utgjorde ett nytt system som för alla funktioner utnyttjade uteslutande reläer, det så kallade koordinatväljarsystemet, vilket konstruerades 1915. Datorstyrda, elektroniska, telefonväxelsystem började utvecklas i mitten av 1960-talet och dessa kom efter hand att helt ersätta de befintliga elektromekaniska systemen. Idag är de flesta nya telefonisystem datoriserade och baserade på Unix-plattformen med växelprogramvaran Asterisk.[källa behövs]

### Sverige
Prototyper till automatiska växlar fanns redan i slutet av 1800-talet i Sverige, Den första automatiska provstationen i Sverige var i Järla utanför Stockholm redan 1901. Konstruktionen var svensk och gjord av Gotthilf Betulander. Dessa tidiga automatstationer var dock mest experiment och de utvecklades inte nämnvärt under de första årtiondena. 
Efter inköpet av AB Stockholmstelefon 1918 fanns grunderna för att införa ett enhetligt automatiskt system av Stockholms telefonnät, och efter att L. M. Ericsson våren 1920 lagt in ett anbud på en 500-väljare  skrevs året därpå kontrakt om en anläggning i Vasastan för 5 000 abonnenter. Stationen togs i drift 15 januari 1924. Den visade sig vara så driftsäker att den var i drift utan avbrott fram till 1985, då stationens abonnenter kopplades över till AXE-systemet.
Stationen följdes snart av flera andra, den första större telefonstationen i Sverige var den i Sundsvall, där man valde ett koordinatväljarsystem utvecklat av Televerket självt för 3 500 abonnenter.
I början av 1930-talet var tiden mogen för automatisering av telefonväxlarna på landsbygden. De första stegen togs våren 1934 då stationerna i Mässbacken och Skattungbyn i Dalarna invigdes. 1935 provades ett automatiserat telefonnät i Krylboområdet. Landsväxlarna   var en viktig komponent i automatiseringen av det svenska telefonnätet. Driftsäkra och kompakta enheter ersatte de små manuella telefonstationerna med några hundra abonnenter och kopplades in på det automatiska riksnätet. På grund av bemanningsfrågan prioriterades automatiseringen av dessa före städernas telefonväxlar.
Den långväga telefontrafiken kom dock att automatiseras först senare. Först ut var rikstrafiken på sträckan Norrköping–Linköping 1949. Efter viss tvekan automatiserade Televerket telefontrafiken Stockholm–Göteborg i slutet av 1954. De stora problem man befarade uteblev helt, något som ledde till en snabb fortsatt automatisering av all rikstrafik i Sverige.
Under 2000-talet styrdes tekniken mer mot att fungera på olika mobila plattformar.
De tidiga automatiska telefonväxlarna i Sverige var mekaniska och två system användes huvudsakligen: AGF-systemet med Ericssons 500-väljare och Televerkets A204-system med koordinatväljare. Under 80-talet introducerades de programminnesstyrda AXE-växlarna och sedan 90-talet är alla svenska telefonstationer elektroniska.